# Ricard Graells i Miró
Ricard Graells i Miró (?, ? — Barcelona, 11 de desembre de 1949) va ser president del Futbol Club Barcelona.
Abans de ser president, Graells havia format part de la junta directiva del club els anys 1916 i 1917, amb Gaspar Rosés de president. Posteriorment feu de vicepresident (1918), i finalment accedí a la presidència del club el 1919, quan Joan Gamper deixà el càrrec per tercera vegada.
Durant el seu mandat el Barça guanyà una Copa d'Espanya i un Campionat de Catalunya, s'elaboraren uns nous estatuts i el club augmentà en nombre de socis. Fou rellevat per Gaspar Rosés l'any 1920.